# Niesen
Niesen är ett berg i Schweiz.   Det ligger i distriktet Frutigen-Niedersimmental och kantonen Bern, i den centrala delen av landet, 40 km söder om huvudstaden Bern. Toppen på Niesen är 2 362 meter över havet, eller 444 meter över den omgivande terrängen. Bredden vid basen är 1,9 km.
Terrängen runt Niesen är bergig åt sydväst, men åt nordost är den kuperad. Runt Niesen är det ganska glesbefolkat, med 25 invånare per kvadratkilometer.. Närmaste större samhälle är Thun, 11,9 km norr om Niesen. 
I omgivningarna runt Niesen växer i huvudsak blandskog.